# Großer Usen
Der Große Usen (russisch Большой Узень/Bolschoi Usen; kasachisch Қараөзен/Qaraösen/„Schwarzer Fluss“ oder Үлкенөзен/Ülkenösen/„Großer Fluss“) ist ein 650 Kilometer langer Fluss im Südosten des europäischen Teils Russlands sowie im Nordwesten Kasachstans.

## Verlauf
Der Große Usen entspringt in etwa 120 m Höhe im westlichen Teil des Höhenzuges Obschtschi Syrt, etwa 15 Kilometer östlich der Siedlung Gorny und 40 Kilometer südlich der Stadt Pugatschow. Er fließt zunächst in vorwiegend südlicher bis südwestlicher, später in südöstlicher Richtung durch die Steppenlandschaften östlich der Wolga. Nach knapp zwei Dritteln seines Laufes überquert der Fluss die Grenze zu Kasachstan. Am Rand der Kaspischen Senke, wo die Landschaft allmählich Züge einer Halbwüste annimmt, verliert sich der Fluss im Gebiet der Qamys-Samar-Seen (kasach. Қамыс-Самар көлдері; russisch Kamysch-Samarskije-Seen oder Kamys-Samarskije-Seen). Die brackigen bis stark salzigen Seen galten früher als fischreich, sind aber heute größtenteils ausgetrocknet oder führen nur noch episodisch Wasser. Grund ist insbesondere die Nutzung des Wassers der Hauptzuflüsse, des Großen Usen und des weiter westlich etwa parallel fließenden Kleinen Usen, für die Bewässerung landwirtschaftlicher Nutzflächen vor Erreichen des Beckens der Seen.
Im Mittellauf ist der Fluss über 50 bis stellenweise knapp 100 Meter breit und über 2 Meter tief, im Unterlauf erreicht die Breite noch etwa 25 Meter. Die Fließgeschwindigkeit beträgt 0,1 m/s.
Die bedeutendsten Nebenflüsse des Großen Usen sind Altata, Tschertanla und Muchor, alle von links.
Die meisten der größeren Ortschaften am Fluss liegen auf dem russischen Abschnitt: die Dörfer Noworepnoje und Orlow Gai im Rajon Jerschow, die Kleinstadt (und Rajonverwaltungszentrum) Nowousensk und das große Dorf Alexandrow Gai (ebenfalls Rajonzentrum). Bedeutendste Ortschaft auf dem kasachischen Abschnitt ist Schalpaqtal (früher Furmanowo).

## Hydrologie
Das Einzugsgebiet des Flusses umfasst 15.600 km². Der mittlere jährliche Abfluss am Mittellauf bei Nowousensk beträgt 7,3 m³/s. Im Jahresverlauf ist die Wasserführung stark schwankend; beim Frühjahrshochwasser während der Schneeschmelze wurden maximal 393 m³/s gemessen, wogegen der Fluss in den heißen und trockenen Sommern nur sehr wenig Wasser führt und abschnittsweise austrocknen kann. Von Ende November bis April friert der Fluss zu.
Die Wasserführung ist zudem stark durch menschliche Eingriffe verändert: bereits dem Oberlauf des Großen Usen wird durch einen Zweigkanal des Saratower Kanals Wasser aus dem linken Wolga-Nebenfluss Großer Irgis zugeführt. Weiter unterhalb besteht mehrfach Verbindung über Kanäle zum Kleinen Usen, andere Kanäle führen in teils abflusslose Becken kleinerer Seen. Alle diese Kanäle dienen der Wasserstandsregulierung und Bewässerung.

## Nutzung und Infrastruktur
Der Große Usen gilt als nicht schiffbar. Auf seinem Mittellauf ist er bei hohem Wasserstand für kleinere Fahrzeuge befahrbar, wird wegen seiner isolierten Lage jedoch nicht als Binnenwasserstraße genutzt.
In erheblichem Umfang wird das Wasser des Großen Usen für die Bewässerung landwirtschaftlicher Nutzflächen verwendet, hauptsächlich in Russland, in geringerem Maße auch auf dem kasachischen Abschnitt.
Am Oberlauf wird der Große Usen östlich der Stadt Jerschow von der Eisenbahnstrecke Saratow – Oral (Uralsk) – Sol-Ilezk sowie der ihr folgenden Regionalstraße 1R236 gekreuzt. Dem Mittellauf des Flusses folgt die Bahnstrecke, die von Krasny Kut über Nowousensk bis Alexandrow Gai führt. Diese wurde bereits 1895 von der Rjasan-Uralsker Eisenbahn als Schmalspurbahn (Spurweite 1000 mm) eröffnet und in den 1920er-Jahren auf Breitspur umgebaut.
Auf der östlichen Seite parallel zum Unter- und Mittellauf des Flusses verläuft die Erdgaspipeline „Mittelasien–Zentrum“, die ihn nördlich von Nowousensk überquert und in Richtung Saratow verlässt.

## Geschichte
Das Gebiet am Großen Usen war während des Russischen Bürgerkriegs umkämpft und wurde bekannt, da es eines der Operationsgebiete der Truppen des legendären roten Kommandeurs Wassili Tschapajew war. Der unter Tschapajew als Kommissar eingesetzte Dmitri Furmanow beschrieb später in seinem Roman Tschapajew die Einnahme der Staniza Slomichinskaja am Großen Usen. Der Ort wurde zu Furmanows Ehren in Folge in Furmanowo umbenannt, erhielt nach der Unabhängigkeit Kasachstans in den 1990er-Jahren jedoch die kasachische Bezeichnung Schalpaqtal (kasach. Жалпақтал).
Zwischen 1919 und 1921 wurde als einer der ersten „Großbauten des Kommunismus“ Sowjetrusslands die Weiterführung der Eisenbahnstrecke nach Alexandrow Gai in Richtung der Erdöllagerstätten im Gebiet der Mündung der Emba in das Kaspische Meer in Angriff genommen. Die Algemba (Alexandrow Gai – Emba) genannte Bahnstrecke mit paralleler Pipeline sollte auf ihrem westlichen Abschnitt dem Großen Usen auf weiteren gut 150 Kilometern folgen. Nach Aufgabe des Projekts, bei dem insbesondere durch Krankheiten bis zu 35.000 der eingesetzten Zwangsarbeiter ums Leben kamen, wurde es noch mehrfach wieder aufgegriffen, so Ende der 1920er-Jahre, im Zweiten Weltkrieg und zuletzt ab den 1970er-Jahren. Fertiggestellt wurde letztendlich nur eine Bahnstrecke in der entgegengesetzten Richtung von Maqat (nordöstlich von Atyrau) nach Inderbor (Inderborski) am Fluss Ural, der dort überquert werden sollte. Seit dem Zerfall der Sowjetunion steht der Bau der Strecke, die die Entfernung von Zentralrussland in die zentralasiatischen Republiken erheblich verkürzen würde, nicht mehr auf der Tagesordnung. Der bereits aufgeschüttete Bahndamm an der Stelle der geplanten Querung des Großen Usen ist gut erkennbar (Lage).